# Kamerun na Letnich Igrzyskach Olimpijskich 1984
Kamerun na Letnich Igrzyskach Olimpijskich 1984 reprezentowało 46 zawodników (42. mężczyzn i 4. kobiety). Był to 6. start reprezentacji Kamerunu na letnich igrzyskach olimpijskich. Jedyny medal - brązowy, zdobył bokser Martin Ndongo Ebanga.

## Zdobyte medale
| Medal | Zawodnik             | Dyscyplina | Konkurencja |
| ----- | -------------------- | ---------- | ----------- |
| Brąz  | Martin Ndongo Ebanga | Boks       | waga lekka  |

## Skład kadry

### Boks
Mężczyźni
- Martin Ndongo Ebanga - waga lekka - 3. miejsce
- Jean Mbereke - waga lekkopółśrednia - 5. miejsce
- Jean-Paul Nanga - waga półciężka - 5. miejsce
- Georges-Claude Ngangue - waga półśrednia - 17. miejsce
- Pierre Mella - waga lekkośrednia - 17. miejsce
- Paul Kamela - waga średnia - 17. miejsce

### Judo
Mężczyźni
- Isidore Silas - waga ciężka - 7. miejsce
- Essambo Ewane - waga półciężka - 13. miejsce
- Jules-Albert Ndemba - waga półśrednia - 14. miejsce
- Christian Nkamgang - waga ekstralekka - 18. miejsce
- Clément Nzali - waga średnia - 18. miejsce
- Jesskiel Bikidick - waga półlekka - 20. miejsce

### Kolarstwo
Mężczyźni
- Thomas Siani - kolarstwo szosowe (wyścig indywidualny ze startu wspólnego) - Nie ukończył wyścigu
- Alain Ayissi - kolarstwo szosowe (wyścig indywidualny ze startu wspólnego) - Nie ukończył wyścigu
- Dieudonné Ntep - kolarstwo szosowe (wyścig indywidualny ze startu wspólnego) - Nie ukończył wyścigu
- Joseph Kono - kolarstwo szosowe (wyścig indywidualny ze startu wspólnego) - Nie ukończył wyścigu
- Dieudonné Ntep, Joseph Kono, Lucas Feutsa, Alain Ayissi - kolarstwo szosowe (drużynowa jazda na czas) - 23. miejsce

### Lekkoatletyka
Mężczyźni
- Ernest Tché-Noubossie - skok w dal, trójskok - odpadł w eliminacjach
- Ernest Tché-Noubossie - 400 metrów - odpadł w ćwierćfinałach
- Barnabé Messomo - 100 metrów - odpadł w ćwierćfinałach
- Emmanuel Bitanga - 200 metrów przez płotki - odpadł w ćwierćfinałach
- Mama Moluh - 400 metrów - odpadł w ćwierćfinałach
- Jean-Pierre Abossolo-Ze - 400 metrów przez płotki - odpadł w ćwierćfinałach
- Ernest Tché-Noubossie, Mama Moluh, Barnabé Messomo, Jean-Pierre Abossolo-Ze - 4 × 400 metrów - odpadli w ćwierćfinałach

Kobiety
- Cécile Ngambi - 100 metrów, 100 metrów przez płotki - odpadła w półfinałach
- Ruth Enang Mesode - 100 metrów, 200 metrów - odpadła w ćwierćfinałach
- Agnès Tchuinté - rzut oszczepem - odpadła w eliminacjach
- Agathe Ngo Nack - rzut dyskiem - odpadła w eliminacjach

### Zapasy
Mężczyźni
- Simon N'Kondag - 57 kg - odpadł w eliminacjach
- Pascal Segning - 62 kg - odpadł w eliminacjach
- Victor Kede Manga - 68 kg - odpadł w eliminacjach
- Houkreo Bambe - 74 kg - odpadł w eliminacjach
- Barthelémy N'To - 82 kg - odpadł w eliminacjach

### Piłka nożna
Mężczyźni
- Joseph-Antoine Bell (bramkarz)
- Isaac Sinkot
- Michel Bilamo
- Emmanuel Kundé
- Louis M'fede
- Eugene Ekeke
- Roger Milla
- Dagobert Dang
- Charles Toubé
- Ernest Ebongue
- Paul Bahoken
- Theophile Abega
- François Doumbé Lea
- Ibrahim Aoudou
- Trener: Kae Rade

### Grupa B
| 30 lipca |  | Jugosławia | 2 | - | 1 (1-1) | Kamerun |

| 1 sierpnia |  | Kamerun | 1 | - | 0 (1-0) | Irak    |
| 3 sierpnia |  | Kanada  | 3 | - | 1 (1-0) | Kamerun |

#### Tabela końcowa
Grupa B
| M | Reprezentacja | L.m. | Zw. | Rem. | Por. | Bramki | R.br. | Pkt |
| 1 | Jugosławia    | 3    | 3   | 0    | 0    | 7:3    | +4    | 6   |
| 2 | Kanada        | 3    | 1   | 1    | 1    | 4:3    | +1    | 3   |
| 3 | Kamerun       | 3    | 1   | 0    | 2    | 3:5    | -2    | 2   |
| 4 | Irak          | 3    | 0   | 1    | 2    | 3:6    | -3    | 1   |